# Meliata
Meliata (Hongaars: Melléte) is een Slowaakse gemeente in de regio Košice, en maakt deel uit van het district Rožňava.
Meliata telt 214 inwoners.